# Salaam hadművelet
A Salaam hadművelet titkos katonai művelet volt 1942-ben a második világháború észak-afrikai hadszínterén, Almásy László parancsnoksága alatt.
A művelet célja az volt, hogy német titkosügynököket juttassanak az akkor brit megszállás alatt lévő Egyiptomba.

## Háttér
1942 nyarán a tengelyhatalmak csapatai Egyiptom meghódítására készültek, El-Alameinig szorítva vissza a szövetséges seregeket. 
Itt, a Földközi-tenger és a járhatatlan Kattara-sivatag által közrefogott keskeny átjáróban építették ki az Alexandria előtti utolsó védvonalat, a Nílus deltájától és Kairótól csak pár órányi távolságra.
Itt néztek farkasszemet a Nemzetközösség leharcolt és vereségek sorozatától megrendült ausztrál, új-zélandi, dél-afrikai, indiai és anyaországbeli csapatai Erwin Rommel tábornok diadalittas német Afrikakorpsával és olasz szövetségeseivel.
Ha a tengelyhatalmaknak sikerül kijutni a Szuezi-csatornához, elvághatták volna a Brit Birodalom legfontosabb szállítási útvonalát, és súlyos problémákat okozhattak volna a világszerte több fronton harcoló szövetséges hadseregek ellátásában. 
Hitler azonban nem tekintette ezt a hadszínteret fontosnak, minden erejét a Szovjetunió elleni harcnak szentelte, ezért Rommel csapatai nem kapták meg a harcok folytatásához szükséges utánpótlást. Az arcvonal megmerevedett El-Alameinnél.
Eközben Kairóban, a szövetségesek legfontosabb közel-keleti központjában pánikközeli hangulat uralkodott, kijárási tilalmat rendeltek el, és számos európai civil elmenekült a városból. A németek meglehetősen pontos információkkal rendelkeztek a városban uralkodó állapotokról, mivel már korábban megszerezték Bonner Fellers a kairói amerikai katonai attasé rejtjelkulcsát, és lehallgatták a tiszt meglehetősen bőbeszédű adásait.
Nem rendelkeztek azonban Kairóban saját, megbízható titkos ügynökökkel, ezért elhatározták két hírszerzőtiszt bejuttatását a városba.
Az Abwehr két tisztje, Johannes (Hans) Eppler és Peter Stanstede, valamint a célba juttatásukért felelős Abwehr kommandó Almásy László vezetésével vágott neki a sivatagnak. Almásy, a híres sivatagi utazó, felfedező, pilóta és sportember a Magyar Királyi Honvéd Légierő tisztjeként szolgált a háború alatt, és tapasztalatai miatt vezényelték az Afrikakorpshoz, ahol mint sivatagi szakértő tevékenykedett.
Az akcióra létrehozott különleges egységet róla nevezték el Sonderkommando Almásy-nak.

## Úton
Almásy, a két ügynök és a Brandenburg-kommandósok a Szaharába mélyen behatolva, akkor még felfedezetlen vidéken át délről megkerülték  a szövetséges vonalat. Négy zsákmányolt amerikai teherautóval két hét alatt 4200 km-t tettek meg a Nílusig és vissza.
A líbiai Dzsalo-oázisból indulva délkeleti irányban haladva elérték a Szahara mélyén lévő Kufra oázist. Innét a 
Nagy Homoktengeren, a Líbiai-sivatag legszárazabb részén átkelve eljutottak a Gilf Kebir felföld lábáig, ahol Almásy a 30-as években felfedezőutakat tett. Ez a terület már Egyiptomhoz tartozik. Itt, vakmerően érintve a szövetségesek által megszállt Harga-oázist, nyugat felé haladtak tovább.
Végül megérkeztek a Nílus partján lévő Aszjút városába, ahol a két ügynököt kitették a vasútállomáson, és Almásy csoportjával ugyanezen az úton visszatért Líbiába.
Az akció után Rommel Almásyt a Vaskereszt első osztályával tüntette ki, és előléptette főhadnaggyá.

## Az ügynökök Kairóban
Eppler Alexandriában nőtt fel, jól beszélt arabul, ezért Husszein Gaffar álnéven gazdag egyiptominak adta ki magát. Stanstede, aki a háború előtt Amerikában dolgozott, Peter Monkaster néven skandináv származású amerikainak adta ki magát.
Miután vasúton Kairóba érkeztek, a két ügynök  lakóhajót bérelt a Níluson.
Stanstede még egy rejtett rádió-adóvevőt is beszerelt a hajó mahagóni koktélbárjába. 
Ezután információgyűjtéshez láttak, Eppler fiatalkori ismerőse, Hekmat Fahmy hastáncosnő fél- és alvilági kapcsolatait kihasználva. Kairó, a Közel-Kelet akkori brit adminisztratív és katonai központja, rendkívül intenzív éjszakai élettel bírt, az itt állomásozó vagy szabadságukat töltő katonákat kiszolgálandó. Eppler gyakran szerepelt mint a brit hadsereg hadnagya, és kitűnően hamisított brit és egyiptomi bankjegykötegekkel olajozta hírszerző hálózatát.
Rádiókészülékük segítségével, előzetesen egyeztetett titkos kód alapján kapcsolatba léptek az El-Alameinnél állomásozó hadsereggel. Július folyamán, amikor a német csapatokat visszaszorították, és a rádiókapcsolat akadozni kezdett, egyiptomi ellenállók segítségét kérték. A brit uralom ellen, országuk felszabadításáért szervezkedő egyiptomi katonatisztek mozgalma a későbbi államelnököt, az ekkor fiatal híradó hadnagyként szolgáló Anvar Szadatot bízta meg a kommunikációs problémák elhárításával. Ekkorra azonban az Afrikakorps már a túlélésért küzdött, rádióállomásait lerohanták, és nem sikerült a kapcsolatot helyreállítani.

## Lebukás
A kémek rongyrázó életmódja és gyanús kapcsolataik hamar szemet szúrtak a brit elhárításnak. Gyors felderítőmunka után megszállták a lakóhajót és letartóztatták a két ügynököt és Szadatot. Mindhármuknak sikerült megúszni a szinte biztosnak látszó kivégzőosztagot. Szadat és a hastáncosnő börtönbe került, a két német további sorsáról nem sokat tudunk.

## Fordítás
- Ez a szócikk részben vagy egészben  az   Operation Salaam című angol Wikipédia-szócikk fordításán alapul.  Az eredeti cikk szerkesztőit annak laptörténete sorolja fel. Ez a jelzés csupán a megfogalmazás eredetét és a szerzői jogokat jelzi, nem szolgál a cikkben szereplő információk forrásmegjelöléseként.

Megjegyzés: a felhasznált források megbízhatósága kérdéses, mivel a felsorolt művek célja a dezinformálás volt.